# Alex English
Alexander English, detto Alex (Columbia, 5 gennaio 1954), è un ex cestista, allenatore di pallacanestro e attore statunitense, professionista nella NBA e in Italia.

## Carriera
Eletto nella Basketball Hall of Fame, il suo numero 2 è stato ritirato dai Denver Nuggets. Nella sua carriera ha giocato anche con i Milwaukee Bucks, Indiana Pacers e Dallas Mavericks. Nella sua unica stagione italiana venne ingaggiato per il solo girone di ritorno dal Napoli Basket del presidente Nicola De Piano. Unitamente a Walter Berry, altro straniero del team partenopeo, formerà una delle coppie di stranieri più forti della storia del basket all'ombra del Vesuvio. La squadra napoletana allenata da coach Joe Isaac sfiorerà la promozione in Serie A1, sconfitta decisiva contro la Kleenex Pistoia di Dan Gay e di Ron Rowan che la stagione successiva indosserà proprio la maglia azzurra.

## Statistiche
| * | Primo nella lega |

### NBA

#### Regular Season
| Anno      | Squadra          | PG    | PT  | MP   | TC%  | 3P%  | TL%  | RP  | AP  | PRP | SP  | PP    |
| --------- | ---------------- | ----- | --- | ---- | ---- | ---- | ---- | --- | --- | --- | --- | ----- |
| 1976-1977 | Milwaukee Bucks  | 60    | -   | 10,8 | 47,7 | -    | 76,7 | 2,8 | 0,4 | 0,3 | 0,3 | 5,2   |
| 1977-1978 | Milwaukee Bucks  | 82    | -   | 18,9 | 54,2 | -    | 72,7 | 4,8 | 1,6 | 0,5 | 0,7 | 9,6   |
| 1978-1979 | Indiana Pacers   | 81    | -   | 33,3 | 51,1 | -    | 75,2 | 8,1 | 3,3 | 0,9 | 1,0 | 16,0  |
| 1979-1980 | Indiana Pacers   | 54    | -   | 28,3 | 50,4 | 0,0  | 81,4 | 7,0 | 2,6 | 0,8 | 0,6 | 14,9  |
| 1979-1980 | Denver Nuggets   | 24    | -   | 36,5 | 48,5 | 66,7 | 76,2 | 9,4 | 3,4 | 1,2 | 1,2 | 21,3  |
| 1980-1981 | Denver Nuggets   | 81    | -   | 38,2 | 49,4 | 60,0 | 85,0 | 8,0 | 3,6 | 1,3 | 1,2 | 23,8  |
| 1981-1982 | Denver Nuggets   | 82    | 82  | 36,8 | 55,1 | 0,0  | 84,0 | 6,8 | 5,3 | 1,1 | 1,5 | 25,4  |
| 1982-1983 | Denver Nuggets   | 82    | 82  | 36,4 | 51,6 | 16,7 | 82,9 | 7,3 | 4,8 | 1,4 | 1,5 | 28,4* |
| 1983-1984 | Denver Nuggets   | 82*   | 77  | 35,0 | 52,9 | 14,3 | 82,4 | 5,7 | 5,0 | 1,0 | 1,2 | 26,4  |
| 1984-1985 | Denver Nuggets   | 81    | 81  | 36,1 | 51,8 | 20,0 | 82,9 | 5,7 | 4,2 | 1,2 | 0,6 | 27,9  |
| 1985-1986 | Denver Nuggets   | 81    | 81  | 37,3 | 50,4 | 20,0 | 86,2 | 5,0 | 4,0 | 0,9 | 0,4 | 29,8  |
| 1986-1987 | Denver Nuggets   | 82*   | 82  | 37,6 | 50,3 | 26,7 | 84,4 | 4,2 | 5,1 | 0,9 | 0,3 | 28,6  |
| 1987-1988 | Denver Nuggets   | 80    | 80  | 35,2 | 49,5 | 0,0  | 82,8 | 4,7 | 4,7 | 0,9 | 0,3 | 25,0  |
| 1988-1989 | Denver Nuggets   | 82*   | 82  | 36,5 | 49,1 | 25,0 | 85,8 | 4,0 | 4,7 | 0,8 | 0,1 | 26,5  |
| 1989-1990 | Denver Nuggets   | 80    | 80  | 27,6 | 49,1 | 40,0 | 88,0 | 3,6 | 2,8 | 0,6 | 0,3 | 17,9  |
| 1990-1991 | Dallas Mavericks | 79    | 26  | 22,1 | 43,9 | 0,0  | 85,0 | 3,2 | 1,3 | 0,5 | 0,3 | 9,7   |
| Carriera  | Carriera         | 1.193 | 753 | 31,9 | 50,7 | -    | 83,2 | 5,5 | 3,6 | 0,9 | 0,7 | 21,5  |

#### Playoffs
| Anno     | Squadra         | PG | PT | MP   | TC%   | 3P% | TL%  | RP  | AP  | PRP | SP  | PP   |
| -------- | --------------- | -- | -- | ---- | ----- | --- | ---- | --- | --- | --- | --- | ---- |
| 1978     | Milwaukee Bucks | 9  | -  | 23,1 | 61,5* | -   | 78,1 | 4,7 | 1,4 | 0,7 | 0,8 | 13,4 |
| 1982     | Denver Nuggets  | 3  | -  | 39,3 | 47,3  | -   | 85,7 | 7,7 | 5,7 | 1,0 | 1,0 | 19,3 |
| 1983     | Denver Nuggets  | 7  | -  | 38,6 | 44,7  | 0,0 | 88,7 | 6,3 | 6,0 | 0,6 | 1,0 | 25,9 |
| 1984     | Denver Nuggets  | 5  | -  | 40,6 | 58,8  | 0,0 | 89,3 | 8,0 | 5,6 | 0,6 | 0,4 | 29,0 |
| 1985     | Denver Nuggets  | 14 | 14 | 38,3 | 53,6  | 0,0 | 89,0 | 6,6 | 4,5 | 1,2 | 0,4 | 30,2 |
| 1986     | Denver Nuggets  | 10 | 10 | 39,4 | 46,3  | 0,0 | 85,9 | 3,5 | 5,2 | 0,4 | 0,4 | 27,3 |
| 1987     | Denver Nuggets  | 3  | 3  | 25,3 | 51,0  | -   | 85,7 | 4,7 | 3,3 | 0,0 | 0,0 | 18,7 |
| 1988     | Denver Nuggets  | 11 | 11 | 39,8 | 45,5  | 0,0 | 81,4 | 5,4 | 4,4 | 0,6 | 0,3 | 24,3 |
| 1989     | Denver Nuggets  | 3  | 3  | 36,0 | 51,6  | -   | 87,5 | 4,3 | 3,7 | 0,3 | 0,0 | 26,0 |
| 1990     | Denver Nuggets  | 3  | 3  | 25,3 | 56,8  | -   | 81,8 | 3,0 | 3,0 | 0,7 | 0,3 | 19,7 |
| Carriera | Carriera        | 68 | 44 | 35,7 | 50,3  | 0,0 | 86,2 | 5,5 | 4,3 | 0,7 | 0,5 | 24,4 |

## Palmarès

### Individuale
- 3 volte All-NBA Second Team (1982, 1983, 1986)
- 8 volte NBA All-Star (1982, 1983, 1984, 1985, 1986, 1987, 1988, 1989)
- Miglior realizzatore NBA (1983)

## Curiosità
Nel 1987 recitò nel film La protesta del silenzio, diretto da Mike Newell.